# (Every Day Is) Halloween
"(Every Day Is) Halloween" is een single van Ministry (1984), opnieuw uitgebracht in 2010. De titel en songteksten refereren aan de gothiccultuur, voornamelijk de kleding en gedrag van de cultuurdragers. 
Het nummer werd uitgebracht door Wax Trax! Records en staat op het studioalbum Twelve Inch Singles.
In 2007 bracht het Amerikaanse electropop-duo Dangerous Muse een re-make uit van dit nummer. 

## Nummers

### 1984
| Nr. | Titel                    | Duur  |
| --- | ------------------------ | ----- |
| 1.  | All Day                  | 5:51  |
| 2.  | Every Day (Is Halloween) | 6:35  |
| 3.  | Halloween (Remix)        | 10:41 |
| 4.  | Nature of Outtakes       | 8:10  |

### 2010
| Nr. | Titel                                 | Duur |
| --- | ------------------------------------- | ---- |
| 1.  | Every Day Is Halloween                | 6:24 |
| 2.  | Every Day Is Halloween (2010 Version) | 4:29 |

### Every Day Is Halloween: The Remixes
| Nr. | Titel                                          | Duur |
| --- | ---------------------------------------------- | ---- |
| 1.  | Every Day Is Halloween                         | 6:24 |
| 2.  | Every Day Is Halloween (Nu Wave Version)       | 6:03 |
| 3.  | Every Day Is Halloween (Al Jourgensen Mix)     | 4:29 |
| 4.  | Every Day Is Halloween (Razed in Black Remix)  | 4:24 |
| 5.  | Every Day Is Halloween (Leather Strip Remix)   | 4:46 |
| 6.  | Every Day Is Halloween (Tre Lux cover version) | 4:17 |